# Ana Kai Tangata

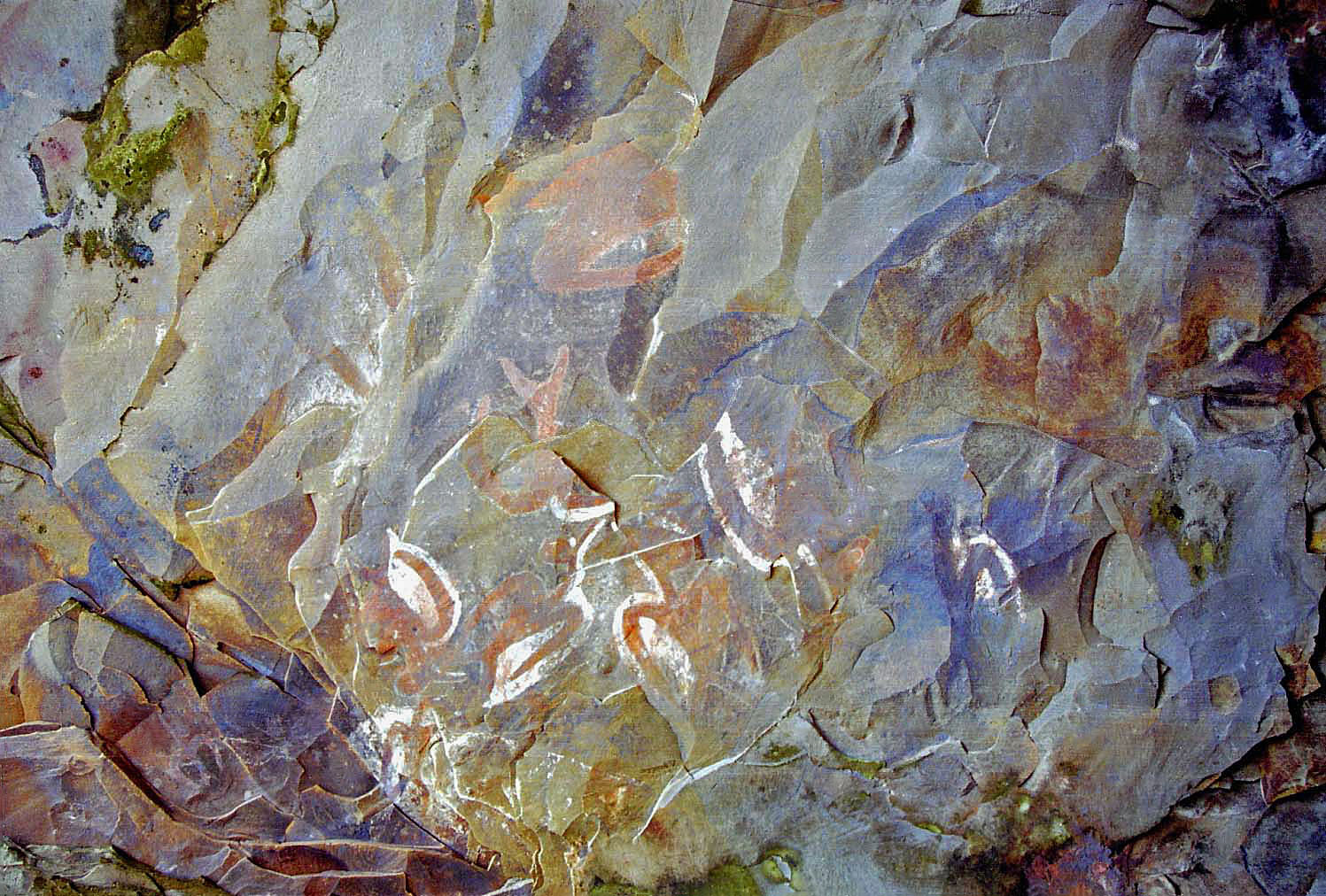
Pinturas de pájaros al interior de la cueva.

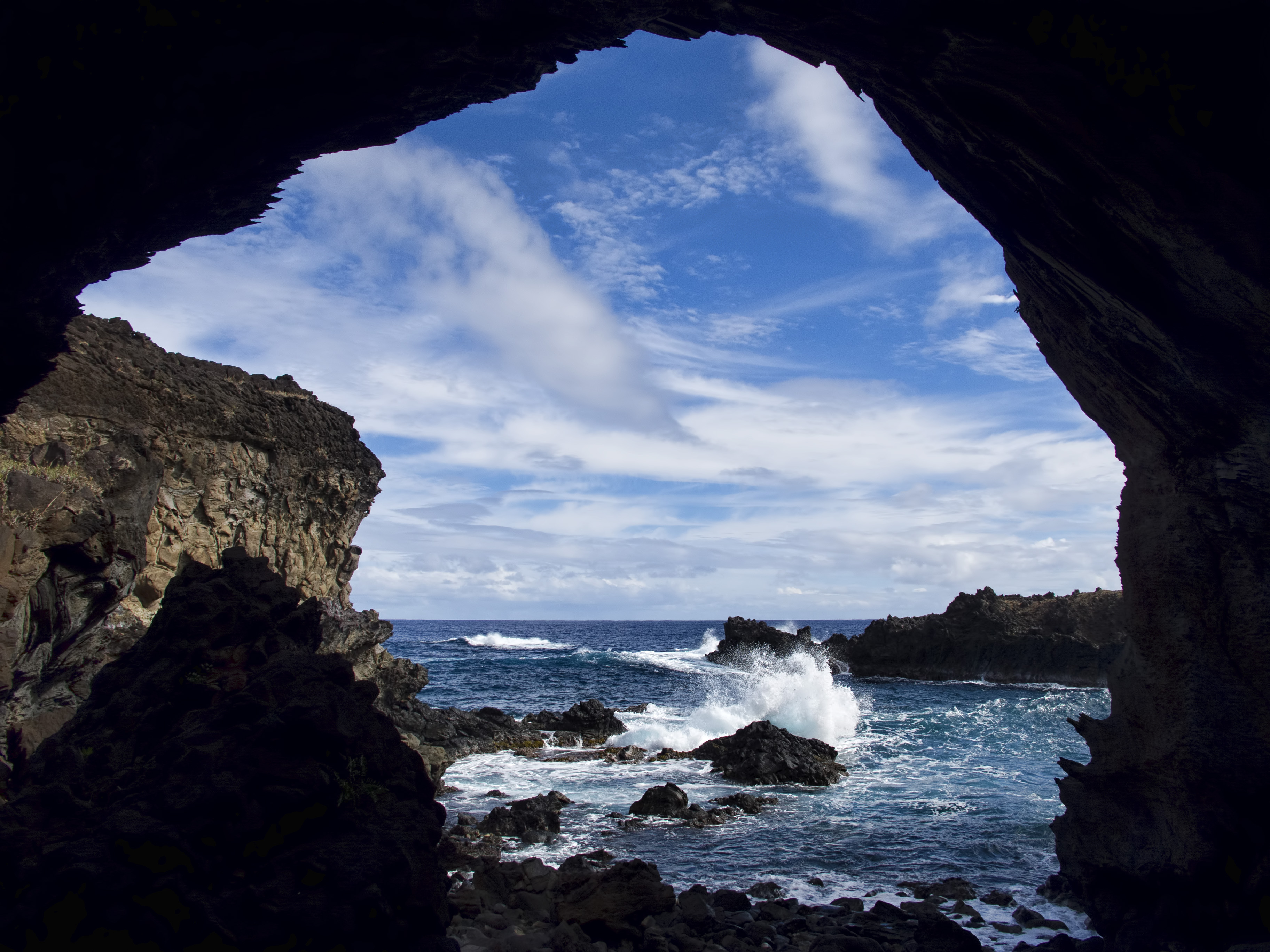
Vista del océano desde el interior de la cueva

Ana Kai Tangata (en rapanui: Ana Kai Taŋata) es una cueva marina en Isla de Pascua que contiene arte rupestre de estérnidos en su techo interior. Está localizada en la costa occidental de la isla, cerca de Mataveri, y la cueva se abre directamente al oleaje entrante. La cueva es accesible y es uno de los lugares más visitados en Isla de Pascua.

## Descripción física
La cueva está formada de roca volcánica que ha sido erosionada por el océano. Tiene 10 metros de alto, 5 metros de ancho, y 15 metros de profundidad. A pesar de que se abre hacia el océano, la cueva está por encima de la línea de pleamar, lo que permite su accesibilidad. El piso de la cueva está cubierto por rocas irregulares y el techo está abovedado, poseyendo buenas propiedades acústicas.
Ana Kai Tangata está cerca del inicio del sendero Te Ara o Te Ao, que conduce a los sitios de Rano Kau y Orongo.

## Pinturas rupestres
Las pinturas de la cueva son de colores rojo, blanco, y negro y mayoritariamente representan al manutara o gaviota golondrina oscura. Este pájaro era considerado sagrado por los seguidores del culto de Tangata manu. Hay también imágenes de embarcaciones, tanto canoas polinésicas como barcos europeos, los cuales pudieron haber sido considerados por los aborígenes como mensajeros de otro mundo. Los pigmentos fueron creados a base de vegetales y minerales del área de Ahu Vinapu mezclados con grasa de tiburón.  También se puede encontrar en la cueva un taheta, el cual es una cuenca cavada en roca que pudo haber servido como paleta mezcladora para crear los colores. Debido a las filtraciones de agua por encima y a la sal del océano, los pigmentos de las pinturas están desvaneciéndose.

## Etimología
La cueva también se conoce como "cueva de los caníbales", aunque la traducción no está clara. En el idioma rapanui, Ana significa cueva y Tangata significa hombre, pero Kai podría tener varios significados. La arqueóloga estadounidense Georgia Lee propuso que el nombre podría significar «cueva donde comen los hombres», «cueva donde se comen a los hombres» o «cueva que se come a los hombres». Este nombre puede estar relacionado con leyendas de que ocurrió canibalismo en la cueva, pero faltan pruebas. Según algunas de estas leyendas, hubo una batalla tras la cual los derrotados huyeron a las cavernas, donde los vencedores los capturaron y se los comieron. Es posible que allí se celebraran festines caníbales en la época del culto al hombre pájaro, y se dice que allí se encontraron huesos de animales y humanos (y algunas agujas formadas a partir de huesos humanos). También se sabía que este sitio contenía un cráneo ceremonial tallado.